# Ceropegia dolichophylla
Ceropegia dolichophylla är en oleanderväxtart som beskrevs av Rudolf Schlechter. Ceropegia dolichophylla ingår i släktet Ceropegia och familjen oleanderväxter. Inga underarter finns listade i Catalogue of Life.